# Curimopsis ganglbaueri
Curimopsis ganglbaueri é uma espécie de insetos coleópteros polífagos pertencente à família Byrrhidae.
A autoridade científica da espécie é Plavilshikov, tendo sido descrita no ano de 1924.
Trata-se de uma espécie presente no território português.